# Usine de Bioge
L'usine de Bioge est une usine hydroélectrique située en Haute-Savoie, sur la commune de Vinzier. En fonction depuis 1931, sa puissance installée est de 18,8 MW.

## Géographie
La centrale se situe aux limites sud-est de la commune de Vinzier, à hauteur de la confluence de la Dranse d'Abondance et de la Dranse de Morzine, mais les installations dont elle dépend se trouvent sur les communes de Chevenoz (barrage d'Abondance), de La Baume et de La Vernaz pour le barrage du Jotty.

## Histoire
Les travaux de l'usine ont débuté en 1929 pour un début d'exploitation deux ans plus tard. Celle-ci bénéficie des eaux de la Dranse d'Abondance et celle de Morzine. Elle est exploitée par la Société hydroélectrique des Dranses, domiciliée à Thonon.
En 1950, la puissance est augmentée (doublement du rendement) grâce à l'utilisation des eaux du barrage du Jotty, situé à proximité du village de La Baume. Le réservoir de l'ouvrage contient un million de mètres cubes, qui sont envoyés par une galerie - le tunnelier du Brevon - de 3,8 km creusée au marteau-piqueur dans la montagne.
En 1983, une adduction supplémentaire dans le barrage du Jotty (la prise d’eau du Brevon) est réalisée pour augmenter les apports d’environ 20 %